# Megalurulus whitneyi
Megalurulus whitneyi е вид птица от семейство Locustellidae. Видът е почти застрашен от изчезване.

## Разпространение
Видът е разпространен във Вануату и Соломоновите острови.